# Municipio de Wheatland (Iowa)
El municipio de Wheatland (en inglés: Wheatland Township) es un municipio ubicado en el condado de Carroll en el estado estadounidense de Iowa. En el año 2010 tenía una población de 675 habitantes y una densidad poblacional de 7,36 personas por km².

## Geografía
El municipio de Wheatland se encuentra ubicado en las coordenadas 42°9′59″N 95°1′34″O / 42.16639, -95.02611. Según la Oficina del Censo de los Estados Unidos, el municipio tiene una superficie total de 91.73 km², de la cual 91,69 km² corresponden a tierra firme y (0,05 %) 0,04 km² es agua.

## Demografía
Según el censo de 2010, había 675 personas residiendo en el municipio de Wheatland. La densidad de población era de 7,36 hab./km². De los 675 habitantes, el municipio de Wheatland estaba compuesto por el 98,81 % blancos, el 0,3 % eran afroamericanos, el 0,44 % eran asiáticos y el 0,44 % eran de una mezcla de razas. Del total de la población el 0 % eran hispanos o latinos de cualquier raza.